# Bonsecours, Québec
Bonsecours är en kommun i provinsen Québec i Kanada. Den ligger i regionen Estrie, i den sydöstra delen av landet, 270 km öster om huvudstaden Ottawa.